# کورتیس کالان
کورتیس کالان (انگلیسی: Curtis Callan؛ زاده ۱۱ اکتبر ۱۹۴۲) یک دانشمند اهل ایالات متحده آمریکا است.